# Тюбиз
Тюбиз (на френски: Tubize) е селище в Централна Белгия, окръг Нивел на провинция Валонски Брабант. Населението му е около 22 300 души (2006).